# Ricardo Flores Dioses
Ricardo Isidro Flores Dioses (Tumbes, 15 de mayo de 1950) es un arquitecto y político peruano. Fue alcalde de la provincia de Tumbes en cuatro periodos entre 1984-1986, 1993-1995, 1996-1998 y 2003-2006. Fue presidente de Gobierno Regional de Tumbes de 2015 a 2018.

## Biografía
Nació en Tumbes, Perú, siendo hijo de Carlos Baltazar Flores Iturraldi y Emma Catalina Dioses Siancas. Cursó sus estudios primarios en el colegio Jose Lishner Tudela en Tumbes y los secundarios en la Gran Unidad Escolar El Triunfo de su ciudad natal y la Gran Unidad Escolar Ricardo Bentín en la ciudad de Lima. Entre 1974 y 1980 cursó estudios superiores de arquitectura en la Universidad Autónoma de Nuevo León, México.
Su participación política se inició en las elecciones municipales de 1983 en las que fue elegido alcalde de la provincia de Tumbes por el Partido Aprista Peruano. En las elecciones municipales de 1989 tentó una regiduría de esa provincia sin éxito. Sería reelegido para ese cargo en las elecciones municipales de 1993 y en las de 1995. Perdió la reelección en las elecciones de 1998 pero volvió a ser elegido en las elecciones municipales del 2002 manteniéndose en ese cargo hasta el año 2006. Es decir, había ocupado el sillón municipal durante 14 años de los 23 anteriores. Participó en las elecciones regionales del 2006 como candidato a presidente del Gobierno Regional de Tumbes sin éxito quedando en segundo lugar. Repitió el intento en las elecciones regionales del 2014 con el movimiento "Reconstrucción con Obras Más Obras para un Tumbes Bello". En la primera vuelta, celebrada el 5 de octubre quedó en el primer lugar de las preferencias electorales, delante del candidato Carlos Calmet. Al no haber alcanzado ninguno de los candidatos el 30% de los votos emitidos, Flores y Calmet se disputaron la segunda vuelta por la presidencia regional, siendo elegido presidente regional de Tumbes.
En el año 2019, Flores fue detenido dentro del marco de la investigación penal que se le sigue por la supuesta comisión de los delitos de colusión agravada. Se señala que Flores fue el cabecilla de la denominada "La Banda del Chino", organización que se habría dedicado a cobrar coimas a contratistas para que estos ganaran millonarios procesos de licitación de obras. Posteriormente, su detención fue cambiada a arresto domiciliario desde el año 2020.